# Piłka nożna na Letnich Igrzyskach Olimpijskich 2012 – turniej mężczyzn

## Kwalifikacje
| Nazwa imprezy                                        | Data zakończenia | Gospodarz         | Miejsc | Zakwalifikowani                                       |
| ---------------------------------------------------- | ---------------- | ----------------- | ------ | ----------------------------------------------------- |
| Gospodarz                                            | –                | –                 | 1      | Wielka Brytania                                       |
| Turniej kwalifikacyjny – AFC                         | 12 marca 2012    |                   | 3      | Korea Południowa Japonia Zjednoczone Emiraty Arabskie |
| Turniej kwalifikacyjny – CAF (Mistrzostwa U-23)      | 10 grudnia 2011  | Maroko            | 3      | Gabon Maroko Egipt                                    |
| Turniej kwalifikacyjny – CONCACAF                    | 31 marca 2012    | Stany Zjednoczone | 2      | Meksyk Honduras                                       |
| Turniej kwalifikacyjny – CONMEBOL (Mistrzostwa U-20) | 12 lutego 2011   | Peru              | 2      | Brazylia Urugwaj                                      |
| Turniej kwalifikacyjny – OFC                         | 27 marca 2012    | Nowa Zelandia     | 1      | Nowa Zelandia                                         |
| Turniej kwalifikacyjny – UEFA (Mistrzostwa U-21)     | 25 czerwca 2011  | Dania             | 3      | Hiszpania Szwajcaria Białoruś                         |
| Baraż AFC – CAF                                      | 12 kwietnia 2012 | Wielka Brytania   | 1      | Senegal                                               |
| Razem                                                |                  |                   | 16     |                                                       |

## Faza grupowa

### Grupa A
| Zespół                       | Pld | W | D | L | GF | GA | GD | Pts |
| ---------------------------- | --- | - | - | - | -- | -- | -- | --- |
| Wielka Brytania              | 3   | 2 | 1 | 0 | 5  | 2  | +3 | 7   |
| Senegal                      | 3   | 1 | 2 | 0 | 4  | 2  | +2 | 5   |
| Urugwaj                      | 3   | 1 | 0 | 2 | 2  | 4  | -2 | 3   |
| Zjednoczone Emiraty Arabskie | 3   | 0 | 1 | 2 | 3  | 6  | -3 | 1   |

| 26 lipca 2012 17:00 | Zjednoczone Emiraty Arabskie · Matar 23' | 1:2(1:1)Raport | Urugwaj · 42' Ramírez · 56' Lodeiro | Old Trafford, Manchester Widzów: 51,745 Sędzia: Peter O’Leary |
|                     |                                          |                |                                     |                                                               |

| 26 lipca 2012 19:45 | Wielka Brytania · Bellamy 20' | 1:1(1:0)Raport | Senegal · 82' Konaté | Old Trafford, Manchester Widzów: 72,176 Sędzia: Ravshan Ermatov |
|                     |                               |                |                      |                                                                 |

| 29 lipca 2012 17:00 | Senegal · Konaté 10', 37' | 2:0(2:0)Raport | Urugwaj | Stadion Wembley, Londyn Widzów: 75,093 Sędzia: Felix Brych |
|                     | kartki: · Ba 30'          |                |         |                                                            |

| 29 lipca 2012 19:45 | Wielka Brytania · Giggs 16' · Sinclair 73' · Sturridge 76' | 3:1(1:0)Raport | Zjednoczone Emiraty Arabskie · 60' Eisa | Stadion Wembley, Londyn Widzów: 85,137 Sędzia: Roberto García Orozco |
|                     |                                                            |                |                                         |                                                                      |

| 1 sierpnia 2012 19:45 | Senegal · Konaté 49' | 1:1(0:1)Raport | Zjednoczone Emiraty Arabskie · 21' Matar | Ricoh Arena, Coventry Widzów: 28,652 Sędzia: Svein Oddvar Moen |
|                       |                      |                |                                          |                                                                |

| 1 sierpnia 2012 19:45 | Wielka Brytania · Sturridge 45+1' | 1:0(1:0)Raport | Urugwaj | Millennium Stadium, Cardiff Widzów: 70,438 Sędzia: Yuichi Nishimura |
|                       |                                   |                |         |                                                                     |

### Grupa B
| Zespół           | Pld | W | D | L | GF | GA | GD | Pts |
| ---------------- | --- | - | - | - | -- | -- | -- | --- |
| Meksyk           | 3   | 2 | 1 | 0 | 3  | 0  | +3 | 7   |
| Korea Południowa | 3   | 1 | 2 | 0 | 2  | 1  | +1 | 5   |
| Gabon            | 3   | 0 | 2 | 1 | 1  | 3  | -2 | 2   |
| Szwajcaria       | 3   | 0 | 1 | 2 | 2  | 4  | -2 | 1   |

| 26 lipca 2012 14:30 | Meksyk | 0:0(0:0)Raport | Korea Południowa | St James’ Park, Newcastle Widzów: 15,748 Sędzia: Slim Jedidi |
|                     |        |                |                  |                                                              |

| 26 lipca 2012 17:45 | Gabon · Aubameyang 45' | 1:1(1:1)Raport | Szwajcaria · 5' (k) Mehmedi | St James’ Park, Newcastle Widzów: 15,748 Sędzia: Wilmar Roldán |
|                     |                        |                | kartki: · 78' Buff          |                                                                |

| 29 lipca 2012 14:30 | Meksyk · dos Santos 63', 90+2' (k) | 2:0(0:0)Raport | Gabon                 | Ricoh Arena, Coventry Widzów: 28,171 Sędzia: Benjamin Williams |
|                     |                                    |                | kartki: · 90+1' Ndong |                                                                |

| 29 lipca 2012 17:15 | Korea Południowa · Park Chu-young 57' · Kim Bo-kyung 64' | 2:1(0:0)Raport | Szwajcaria · Emeghara 60' | Ricoh Arena, Coventry Widzów: 30,114 Sędzia: Raúl Orosco |
|                     |                                                          |                |                           |                                                          |

| 1 sierpnia 2012 17:00 | Meksyk · Peralta 69' | 1:0(0:0)Raport | Szwajcaria | Millennium Stadium, Cardiff Widzów: 50,000 Sędzia: Ravshan Ermatov |
|                       |                      |                |            |                                                                    |

| 1 sierpnia 2012 17:00 | Korea Południowa | 0:0(0:0)Raport | Gabon | Stadion Wembley, Londyn Widzów: 76,927 Sędzia: Pavel Královec |
|                       |                  |                |       |                                                               |

### Grupa C
| Zespół        | Pld | W | D | L | GF | GA | GD | Pts |
| ------------- | --- | - | - | - | -- | -- | -- | --- |
| Brazylia      | 3   | 3 | 0 | 0 | 9  | 3  | +6 | 9   |
| Egipt         | 3   | 1 | 1 | 1 | 6  | 5  | +1 | 4   |
| Białoruś      | 3   | 1 | 0 | 2 | 3  | 6  | -3 | 3   |
| Nowa Zelandia | 3   | 0 | 1 | 2 | 1  | 5  | -4 | 1   |

| 26 lipca 2012 19:45 | Białoruś · Dzmitryj Baha 45' | 1:0(1:0)Raport | Nowa Zelandia | Ricoh Arena, Coventry Sędzia: Bakary Gassama |
|                     |                              |                |               |                                              |

| 26 lipca 2012 19:45 | Brazylia · Rafael da Silva 16' · Leandro Damião 26' · Neymar 30' | 3:2(3:0)Raport | Egipt · 52' Mohamed Aboutreika · 76' Mohamed Salah | Millennium Stadium, Cardiff Sędzia: Gianluca Rocchi |
|                     |                                                                  |                |                                                    |                                                     |

| 29 lipca 2012 12:00 | Brazylia · Alexandre Pato 15' · Neymar 65' · Oscar 90+3' | 3:1(1:1)Raport | Białoruś · 8' Renan Bardini Bressan | Old Trafford, Manchester Sędzia: Yuichi Nishimura |
|                     |                                                          |                |                                     |                                                   |

| 29 lipca 2012 14:45 | Egipt · Mohamed Salah 40' | 1:1(1:1)Raport | Nowa Zelandia · 17' Chris Wood | Old Trafford, Manchester Sędzia: Mark Clattenburg |
|                     |                           |                |                                |                                                   |

| 1 sierpnia 2012 14:30 | Brazylia · Danilo 23' · Leandro Damiao 29' · Sandro 52' | 3:0(2:0)Raport | Nowa Zelandia | St James’ Park, Newcastle Sędzia: Bakary Gassama |
|                       | kartki: · Sandro 76'                                    |                |               |                                                  |

| 1 sierpnia 2012 14:30 | Egipt · Mohamed Salah 56' · Marwan Mohsen 73' · Mohamed Aboutrika 79' | 3:1(0:0)Raport | Białoruś · 87' Andrej Warankou | Hampden Park, Glasgow Sędzia: Roberto García Orozco |
|                       |                                                                       |                |                                |                                                     |

### Grupa D
| Zespół    | Pld | W | D | L | GF | GA | GD | Pts |
| --------- | --- | - | - | - | -- | -- | -- | --- |
| Japonia   | 3   | 2 | 1 | 0 | 2  | 0  | +2 | 7   |
| Honduras  | 3   | 1 | 2 | 0 | 3  | 2  | +1 | 5   |
| Maroko    | 3   | 0 | 2 | 1 | 2  | 3  | -1 | 2   |
| Hiszpania | 3   | 0 | 1 | 2 | 0  | 2  | -2 | 1   |

| 26 lipca 2012 12:00 | Honduras · Jerry Bengtson 56', 65' (k) | 2:2(0:1)Raport | Maroko · 39' Abdelaziz Barrada · 67' Zakaria Labyad | Hampden Park, Glasgow Sędzia: Pavel Královec |
|                     |                                        |                | kartki: · 72' Zakarya Bergdich                      |                                              |

| 26 lipca 2012 14:45 | Hiszpania                    | 0:1(0:1)Raport | Japonia · 34' Yūki Ōtsu | Hampden Park, Glasgow Sędzia: Mark Geiger |
|                     | kartki: · Iñigo Martínez 41' |                |                         |                                           |

| 29 lipca 2012 17:00 | Hiszpania | 0:1(0:1)Raport | Honduras · 7' Jerry Bengtson | St James’ Park, Newcastle Sędzia: Juan Soto |
|                     |           |                |                              |                                             |

| 29 lipca 2012 19:45 | Japonia · Kensuke Nagai 84' | 1:0(0:0)Raport | Maroko | St James’ Park, Newcastle Sędzia: Svein Oddvar Møen |
|                     |                             |                |        |                                                     |

| 1 sierpnia 2012 17:00 | Japonia | 0:0(0:0)Raport | Honduras | Ricoh Arena, Coventry Sędzia: Slim Jedidi |
|                       |         |                |          |                                           |

| 1 sierpnia 2012 17:00 | Hiszpania | 0:0(0:0)Raport | Maroko | Old Trafford, Manchester Sędzia: Benjamin Williams |
|                       |           |                |        |                                                    |

## Faza pucharowa

### Ćwierćfinały
| 4 sierpnia 2012 11.00 | Japonia · Kensuke Nagai 14' · Maya Yoshida 78' · Yuki Otsu 83' | 3:0(1:0)Raport | Egipt · 42' Saadeldin Saad | Old Trafford, Manchester Sędzia: Mark Geiger |
|                       |                                                                |                |                            |                                              |

| 4 sierpnia 2012 13.30 | Meksyk · Jorge Enriquez 10' · Javier Aquino 62' · Giovani dos Santos 98' · Hector Herrera 109' | 4:2 dogr.(1:0, 2:2)Raport | Senegal · 69' Pape Moussa Konaté · 76' Ibrahima Baldé | Stadion Wembley, Londyn Sędzia: Mark Clattenburg |
|                       |                                                                                                |                           |                                                       |                                                  |

| 4 sierpnia 2012 16.00 | Brazylia · Leandro Damião 38', 60' · Neymar 51' (k) | 3:2(1:1) | Honduras · 12' Mario Martinez · 48' Roger Espinoza · 33' Wilmer Crisanto · 90' Roger Espinoza | St James’ Park, Newcastle Sędzia: Felix Brych |
|                       |                                                     |          |                                                                                               |                                               |

| 4 sierpnia 2012 20.00                                                       | Wielka Brytania · Aaron Ramsey 36' (k) | 1:1 dogr. k. 4:5(1:1, 1:1)Raport                                           | Korea Południowa · 29' Ji Dong-won | Millennium Stadium, Cardiff Sędzia: Wilmar Roldán |
|                                                                             |                                        |                                                                            |                                    |                                                   |
|                                                                             |                                        | Rzuty karne                                                                |                                    |                                                   |
| Aaron Ramsey · Tom Cleverley · Craig Dawson · Ryan Giggs · Daniel Sturridge |                                        | Koo Ja-cheol · Baek Sung-dong · Hwang Seok-ho · Park Joo-ho · Ki Sung-yong |                                    |                                                   |

### Półfinały
| 7 sierpnia 2012 17.00 CET | Meksyk · Marco Fabian 31' · Oribe Peralta 65' · Javier Cortes 90+3' | 3:1(1:1)Raport | Japonia · 12' Yuki Otsu | Stadion Wembley, Londyn Sędzia: Gianluca Rocchi |
|                           |                                                                     |                |                         |                                                 |

| 7 sierpnia 2012 19.45 CET | Korea Południowa | 0:3(0:1)Raport | Brazylia · 31' Romulo · 57', 64' Damiao | Old Trafford, Manchester Sędzia: Pavel Kralovec |
|                           |                  |                |                                         |                                                 |

### Mecz o trzecie miejsce
| 10 sierpnia 2012 19.45 CET | Korea Południowa · Park Chu-young 38' · Koo Ja-cheol 57' | 2:0(1:0)Raport | Japonia | Millennium Stadium, Cardiff Sędzia: Ravshan Ermatov |
|                            |                                                          |                |         |                                                     |

### Finał
| 11 sierpnia 2012 15.00 CET | Brazylia · Hulk 90+1' | 1:2(0:1)Raport | Meksyk · 1', 75' Oribe Peralta | Stadion Wembley, Londyn Sędzia: Mark Clattenburg |
|                            |                       |                |                                |                                                  |

## Strzelcy

### 6 goli
- Leandro Damião

### 5 goli
- Pape Moussa Konaté

### 4 gole
- Oribe Peralta

### 3 gole
- Neymar
- Mohamed Salah
- Jerry Bengtson
- Yūki Ōtsu
- Giovani dos Santos

### 2 gole
- Mohamed Aboutreika
- Kensuke Nagai
- Park Chu-young
- Daniel Sturridge
- Ismail Matar

### 1 gol
- Danilo
- Hulk
- Oscar
- Alexandre Pato
- Rômulo
- Alex Sandro
- Rafael da Silva
- Dzmitryj Baha
- Renan Bressan
- Andrej Warankou
- Marwan Mohsen
- Pierre-Emerick Aubameyang
- Roger Espinoza
- Mario Martínez
- Maya Yoshida
- Kim Bo-kyung
- Ji Dong-won
- Koo Ja-cheol
- Abdelaziz Barrada
- Zakaria Labyad
- Javier Aquino
- Javier Cortés
- Jorge Enríquez
- Marco Fabián
- Héctor Herrera
- Chris Wood
- Ibrahima Baldé
- Innocent Emeghara
- Admir Mehmedi
- Nicolás Lodeiro
- Gastón Ramírez
- Craig Bellamy
- Ryan Giggs
- Aaron Ramsey
- Scott Sinclair
- Rashed Eisa